# Clemens Polis
Clemens Polis (Maastricht, 1 april 1831 – 's-Gravenhage, 23 augustus 1907) was een Nederlands jurist en procureur-generaal bij de Hoge Raad der Nederlanden.

## Biografie
Polis was een zoon van wijnhandelaar en gemeenteraadslid Olivier Willem Polis en Maria Theresia Christina Rijkelen. Hij trouwde in 1856 met Theresia Clara de Fremery. Hij studeerde vanaf 1848 aan de Universiteit Utrecht waar hij op 31 mei 1853 magna cum laude promoveerde op De operis novi nuntiatione. Daarna werd hij advocaat in zijn geboortestad totdat hij in 1859 substituut-officier van justitie werd, van 1859 tot 1863 in Roermond, daarna tot 1866 in Maastricht. In 1866 was hij officier van justitie te Hoorn. In de periode 1866-1871 was hij advocaat-generaal bij het hof van Noord-Brabant tot hij in het laatste jaar benoemd werd tot raadsheer in het hof van Noord-Holland. Per 8 december 1871 werd hij advocaat-generaal bij de Hoge Raad, vanaf 27 augustus 1886 was hij daar procureur-generaal; die laatste functie hield hij tot zijn overlijden in 1907.
Als nevenfunctie was Polis vanaf 1859 tot 1866  rechter-plaatsvervanger te Maastricht en hij was lid van de voogdijraad over de minderjarige koningin Wilhelmina.